# 커트 코베인 자살사건

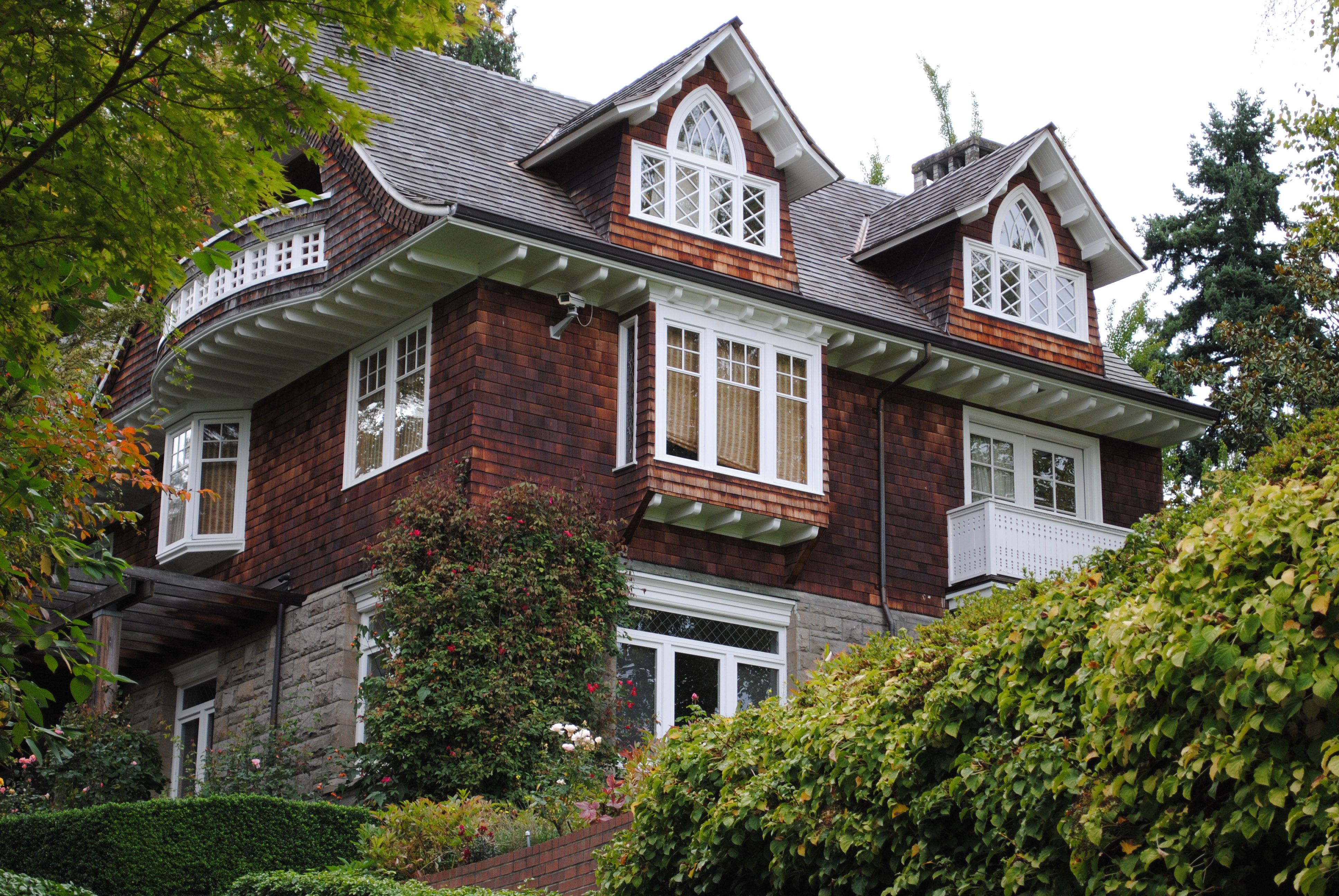
커트 코베인의 시애틀 자택, 그의 사망 장소 (2010년 사진)

1994년 4월 8일 너바나의 멤버 커트 코베인은 시애틀의 자택에서 숨진 채 발견되었다. 이후로 검시가 이루어진 결과 그로부터 3일 전인 4월 5일에 이미 사망한 것이 확인되었다. 시애틀 경찰국의 사건조서에서는 그가 "산탄총을 몸에 걸친 채로 있었으며, 두부에는 뚜렷이 총상이 있었고, 그 시신의 주위에서 유서가 발견되었다." 하였다.

## 징조
당사자 커트 코베인은 미국의 록 밴드 너바나의 리드 싱어이자 기타리스트다. 너바나는 90년대 당시 대단히 영향력이 있던 그룹으로서 지금으로 보아도 엄청난 음반을 팔아치운 기록이 있다.
그의 전생애를 통틀어 코베인은 만성기관지염과 배에 그 병명을 특정할 수 없는 어떤 격심한 통증을 달고 살았다.:66 더군다나 병에 더해서 엄청난 모주망태였고 마약과 흡입제를 복용하기가 일쑤였다.:76 《더 텔레그래프》가 보도하기로 우울증마저 가지고 있었다. 가족력을 보자면 그의 사촌에게의 두 삼촌이 총을 가지고 자살을 한 전력이 있었다고 한다.
1994년 3월 3일 당시 로마에 거류중이던 코베인이 진통제 과용으로 해서 병원에 실려가는 사건이 발생한다. 코베인의 매니지먼트 대행사 골드 마운틴 레코드 측은 본 사건이 다만 우발적인 사건으로서 코베인의 인플루엔자 및 피로에 의한 것이라 해명했다. 그러나 후에 미망인 코트니 러브가 증언하기로는 본 사건은 곧 자살미수 사건이었다고 한다. "약을 무려 50개를 집어먹었어요. 몇 개를 집어먹는지도 아마 몰랐을 걸요. 분명한 것은 역력한 자살적 충동이 있었고 그담에 있었던 일이 우걱우걱우걱이었던 것이죠."
전문가들은 말하기를 코베인은 자기가 도무지 통제할 수가 없던 마약중독과 임상우울증에 시달리고 있었으며, 또한 발견된 육필유서 역시 그의 심각한 정신적 상태를 보여주는 것이라 하였다. 코베인의 가족들이 밝히기로는 이미 너바나로써 명성을 얻기 전부터 코베인은 우울증과 불안증의 증세를 드러내고 있었다고 한다. 코베인 자신이 밝히기로는 1991년 유럽 순연을 돌 당시 복부의 통증이 너무 심해져서 자살까지도 생각했으며, 이에 대처하고자 자기의 의지로써 고른 것이 헤로인이었다고 했다("이것(헤로인)이야말로 지금 내가 내 자신을 쏘아 죽이지 않게 해 주는 유일한 도움이다"). 코베인의 사촌인 간호사 베벌리 코베인은 설명하되 코베인 가문은 유독 자살한 사람이 많이 나온 가문으로서 코베인의 자살의 주원인은 곧 그의 조울증 및 마약중독에 따른 그의 저항에 있다고 했다.
찰스 크로스가 쓴 전기 《헤비어 댄 헤븐》을 보면 너바나의 베이시스트 크리스 노보셀릭의 카운슬링을 받기 며칠 전의 코베인의 상태를 회고한 말이 다음과 같이 있다. "무척이나 조용했어요. 지금까지의 자기의 모든 관계가 일체 무로 돌아간 것마냥. 아무하고도 말을 섞으려 하지 않았어요." 또한 동서에서 회고하되 자기가 저녁을 대접한다고 음식점에 데려간 것이 그만 헤로인을 더 먹이는 일이 되어 버렸다 했다. "마침 마약팔이가 거기 있었지 뭡니까. 그놈은 무의식 속으로 꼬라박히는 그것 하나만을 원했어요 (...) 죽는 것, 그것만이 원하는 전부였던 겁니다.":333

## 죽음
1994년 3월 31일 코베인은 재활원 엑소더스 리커버리 센터(Exodus Recovery Center)를 퇴원했다. 이곳을 입원한 지 고작 하루만이었다.
동년 4월 2일 택시를 타고 시애틀에 있는 한 총기점으로 가서 총알을 사가지고 왔다. 택시 운전사에게는 최근 자기 집에 강도가 들어 그에 따른 대비라고 둘러댔다.
동년 4월 8일 레이크 워싱턴 동대로(Lake Washington Boulevard East)의 코베인 자택에 보안등의 설치차 방문한 VECA 일렉트릭(VECA Electric)의 사원 게리 T. 스미스는 이곳의 온실에서 드러누운 몸뚱이 하나를 발견한다. 스미스는 처음 생각하기에 코베인이 잠을 자고 있는 것이겠거니 했다. 그러나 잘 보니 코베인의 귀에서는 피가 흘러내리고 있었다. 주변을 살펴보니 화단 속에서는 펜에 꽂힌 채의 유서가 있었다. 또한 레밍턴 11식 20 게이지 샷건이 흉부에 걸쳐 늘어져 있었다. 이 샷건은 원래 코베인의 친구 딜런 카슨의 소유로서 시애틀의 스탠 베이커스 건 샵(Stan Baker's Gun Shop)에서 카슨이 구매한 것으로 되어 있었다.
코베인이 자기 명의를 대서 총을 구입하지 않고 굳이 다른 사람의 총을 빌린 것은 경찰이 자살을 저어하여 총을 압수해 갈까해서였다. 그렇지 않아도 지난 10개월래 두 번이나 총을 압수당했었다.
킹 카운티 검시소에서의 결과에 따르면 우측 좌측 팔꿈치의 내부에 자창이 있었음이 발견되었다. 샷건의 조사는 조금 늦게 이루어졌다(동년 5월 6일 시행). 지문감식보고서에 따르면 총 네 개의 지문이 검출되었으나 도무지 감식이 불가능한 상태였다고 한다. 시애틀 경찰조서에 따르면 샷건은 코베인의 가슴에 거꾸로된 채로 총열이 그의 왼쪽 손에 감싸쥐어져 있었다 한다.
동년 4월 14일 《시애틀 포스트인텔리젠서》는 보도하되 코베인이 "헤로인에 취한 채 방아쇠를 당겼다"고 했다. 동기사는 보도하되 독소검사에서는 코베인의 혈중 모르핀 농도가 리터당 1.52 밀리그램으로서 나타났는데 이에 더하여 바륨 성분 역시도 검출되었다고 했다. 또한 전문가의 말을 인용하되 화학독성연구소의 랜들 바셀트 박사의 밝힌 바 코베인의 헤로인 농도는 "어느 기준에 비춰보더래도 높은 수준"이라 했다. 바셀트는 아울러서 코베인의 투여량은 여러 요인에 의한 것일 수 있음을 밝혀 두면서 코베인이 평소 마약에 얼마나 노출되었는가가 또한 한 가지 요인이 될 수 있다고 하였다.
2014년 3월 시애틀 경찰국에서 증거보존실에 있던 네 통의 필름을 현상했다. 당국에 따르면 코베인의 시신 및 그 사건현장의 해상도가 이전의 경찰에서 찍었던 폴라로이드 사진보다도 더 양호한 상태라고 했다. 이것은 미결사건수사관 마이크 시에진스키의 요청에 의한 것인데 그가 지금에 와서 현상을 청한 이유란 "20년이 지났음에도 아직까지 높은 인지도의 사건"이기 때문이라 했다. 시에진스키의 밝힌 바에 따르면 코베인의 죽음의 원인은 지금까지처럼 자살이며 현상한 사진은 일반에 공개되지 않을 것이라 했다. 그러나 그의 말과는 다르게, 해당 사진은 2016년 공개되었다.